# Малайските пирати
„Малайските пирати“ (на италиански: I pirati della Malesia) е приключенски роман на италианския писател Емилио Салгари, публикуван през 1896 г. В романа участва Сандокан — най-известният герой на автора. Книгата е продължение на „Тигрите от Момпрацем“.
Салгари използва като източник книга на Хенри Кепъл (A Visit to the Indian Archipelago in H.M. Ship Maeander: With Portions of the Private Journal of Sir James Brooke, K.C.B.).
За първи път е издадена на български език през 2003 г.